# Cerașu
Cerașu è un comune della Romania di 5 187 abitanti, ubicato nel distretto di Prahova, nella regione storica della Muntenia.
Il comune è formato dall'unione di 6 villaggi: Cerașu, Slon, Valea Borului, Valea Brădetului, Valea Lespezii, Valea Tocii.
Il toponimo deriva dal termine latino cerasus (ciliegio).